# Eugène Gessel
Eugène Albert Gessel (Paramaribo, 22 januari 1919 – aldaar, 21 oktober 2020) was een Surinaams historicus, docent en politiek analyticus. 

## Biografie
Gessel omschreef zichzelf als een Creoolse volksjongen, geboren en opgegroeid in de Hoogestraat in het oude centrum van Paramaribo. Hij volgde onderwijs aan de Graaf von Zinzendorfmulo en behaalde daarna de onderwijzersakte. Na zijn opleiding werd hij benoemd tot districtsonderwijzer aan de Spangenbergschool in Nieuw-Nickerie, een school van de Evangelische Broedergemeente Suriname.
Gessel was een voorstander van de dominion status van Suriname. Deze opvatting over een nieuwe, zelfstandige 
status van Suriname binnen het koninkrijk leidde tot een breuk met zijn werkgever. Hij vertrok daarop naar Nederland waar hij als onderwijzer en schoolhoofd werkzaam was in het basisonderwijs. Hij volgde MO-opleidingen en haalde in 1950 de MO-akte Staatsinrichting en in 1953 de MO-akte Geschiedenis. Ook volgde hij een module Internationale Betrekkingen aan de Universiteit van Amsterdam. In 1955 werd hij benoemd als leraar aan het Spinoza Lyceum in Amsterdam.
Gessel was vanaf de oprichting betrokken bij Wie Eegie Sanie ("onze eigen dingen"), een Surinaamse cultureel-nationalistische vereniging. Hiervoor schreef hij ook zijn eerste politieke analyses. Wie Eegie Sani ging in de jaren zestig op in de Vereniging Ons Suriname. Gessel was van 1950 tot en met 1953 voorzitter van het bestuur van deze vereniging en voerde in die jaren actief oppositie tegen het ontwerp van het Statuut voor het Koninkrijk der Nederlanden.
In 1960 besloot hij om zijn onderwijscarrière in Nederland in te ruilen voor een onzekere toekomst in Suriname. Hij werd docent aan de Algemene Middelbare School en de Surinaamse Kweekschool. Hij was directeur van het Instituut voor de Opleiding van Leraren (IOL). Daar zette hij in 1966 de lerarenopleiding geschiedenis op.
Gessel was lid van de Grondwetscommissie die belast was met de voorbereiding van de Grondwet van Suriname die na de onafhankelijkheid in 1975 in werking zou treden. In een minderheidsrapport van de commissie pleitte hij voor een flexibele raamwet.
Tot op hoge leeftijd publiceerde Gessel analyses en commentaren over nationale en internationale politieke en maatschappelijke ontwikkelingen, waarbij hij zich steeds manifesteerde als democratisch nationalist. Hij heeft naar schatting ten minste 4.100 artikelen gepubliceerd en radio- en televisiecommentaren verzorgd.
Eugène Gessel overleed op 101-jarige leeftijd. Hij liet zijn echtgenote Mathilda Gessel-Braaf, met wie hij sinds 1943 getrouwd was, en een zoon na.

## Waardering

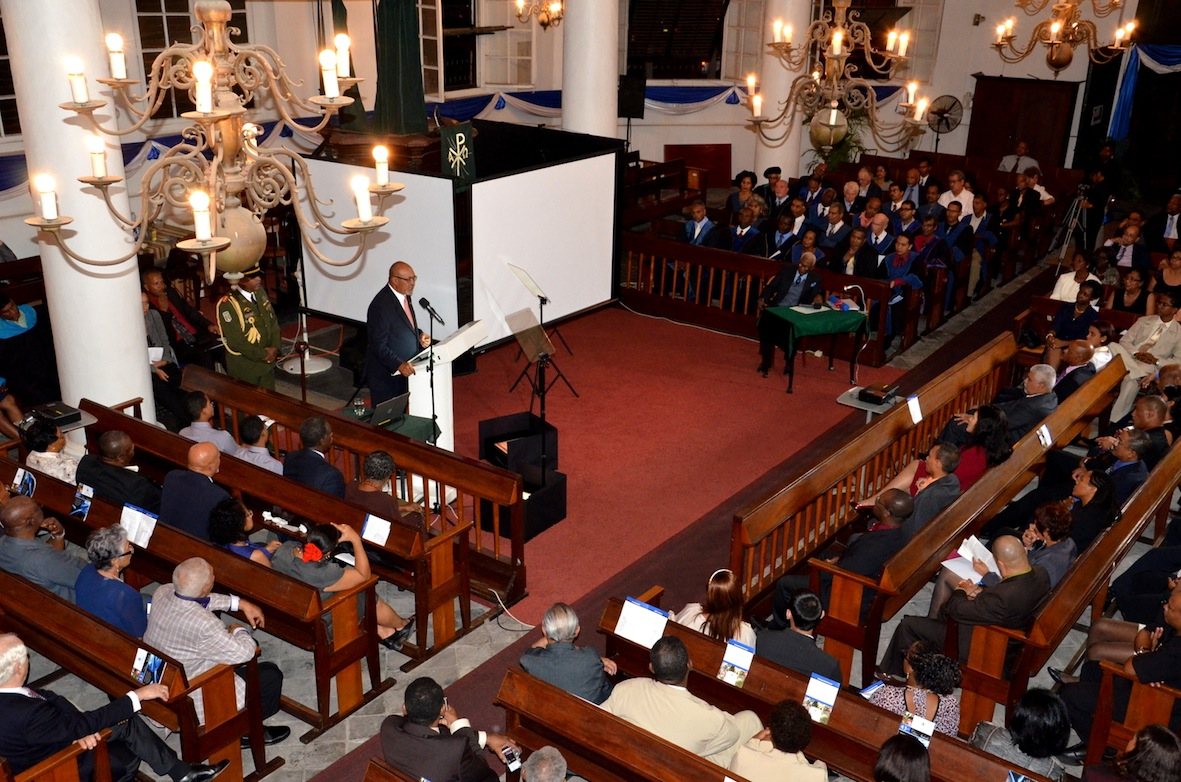
Toespraak van president Desi Bouterse bij de uitreiking van het eredoctoraat aan Eugène Gessel in 2011

In 2011 ontving hij een eredoctoraat van de Anton de Kom Universiteit van Suriname, faculteit der Maatschappijwetenschappen.
Gessel ontving driemaal de Ereorde van de Gele Ster. Officier (1991), Commandeur (1998) en in 2011 de hoogste graad: Drager van het Grootlint.
Ter gelegenheid van zijn 100ste verjaardag op 22 januari 2019 werd de Hoogestraat in Paramaribo omgedoopt tot Dr. Eugène Albert Gesselstraat. In hetzelfde jaar wijdde de Iconenkalender van NAKS een maand aan Eugène Gessel.